# 한연수 (방송인)
'한연수 대한민국의 방송인이다. 1997년 KBS 기상캐스터 공채로 입사하였으며, KBS 뉴스9에서 기상 예보를 담당하였다. 2007년 KBS에서 사직하고 프리랜서로 전향하였다.
ebs 교육방송, 불교방송,KTV 뉴스,한경 와우, 리빙 tv에서 MC로 활동했다.

## 진행

### TV
- 생방송 좋은 아침입니다 기상캐스터(KBS 2TV)
- 생방송 오늘 기상캐스터(KBS 2TV)
- 생방송 세상의 아침 기상캐스터(KBS 2TV)
- KBS 뉴스네트워크 기상캐스터(KBS 1TV)
- KBS 주말뉴스 기상캐스터(KBS 1TV)
- 생로병사의 비밀 출연 2006년 5월 16일 - 151회(KBS 1TV)
- KBS 뉴스 9 기상캐스터(KBS 1TV)
- KBS 8 아침뉴스타임 기상캐스터(KBS 2TV)
- 열린마당 MC(BTN불교TV)

### 라디오
- 한연수의 날씨이야기(KBS 제3라디오)

## 캠페인
- 한국승강기안전관리원

## 홍보대사
- 한국승강기안전관리원
- 소방방재청(배우 이원종)
- 서울특별시교육청